# Mahbub Mubarak
Mahbub Mubarak, Mahboub Mubarak (arab. ‏محبوب جمعة‎; ur. 17 września 1955) – piłkarz z Kuwejtu, reprezentant kraju.
Karierę reprezentacyjną rozpoczął w 1978. Uczestnik Igrzysk Olimpijskich 1980. W 1982 został powołany przez trenera Carlosa Alberto Parreirę na Mistrzostwa Świata 1982, gdzie reprezentacja Kuwejtu odpadła w fazie grupowej. Karierę zakończył w 1990. W sumie wystąpił w 16 spotkaniach.
Jego bracia, Na’im i Walid, również grali na Mistrzostwach Świata 1982.